# RationalWiki
RationalWiki es una wiki que autodescribe su propósito como "analizar y refutar la pseudociencia y el movimiento anti-ciencia, documentar ideas "excéntricas", explorar teorías de conspiración, autoritarismo y fundamentalismo, y analizar cómo se manejan estos temas en los medios de comunicación." Nacida en 2007 como una contraparte a Conservapedia luego de un incidente en que sus unos editores resultaron bloqueados. Al igual que TV Tropes, RationalWiki promueve que sus editores usen el humor al escribir sus artículos, sin caer en la parodia.

## Historia
RationalWiki se formó poco después de que el médico Peter Lipson en abril de 2007 intentara sin éxito refutar en la página sobre cáncer de seno de Conservapedia que no había conexión entre dicho padecimiento y el aborto como la página aseguraba. Andy Schlafly y otros administradores de Conservapedia acallaron el debate y bloquearon a Lipson y a otros editores que buscaban moderar las posturas de Conservapedia, por lo que Lipson y compañía crearon RationalWiki. No obstante con el paso del tiempo RationalWiki se distanció de ser solo una contraparte de Convervapedia concentrándose en otros temas. En 2010 se creó la Fundación RationalWiki como organización sin fines de lucro para administrar los asuntos relativos a la wiki, que en 2013 cambió su nombre a Fundación RationalMedia al asegurar que buscaba expandirse más allá de la wiki.

## Misión
1. Analizar y refutar la pseudociencia y el movimiento anticiencia;
2. Documentar la gama completa de ideas crank (locas);
3. Explorar el autoritarismo y fundamentalismo;
4. Análisis y crítica de cómo se manejan estos temas en medios de comunicación.[9][10][11]

## Ideología
En general RationalWiki promueve el positivismo científico aunque sin llegar a ser hostil hacia las ciencias sociales como la psicología (excepto en el caso del psicoanálisis y la psicología evolucionaria), si bien su posición es frontal hacia las llamadas pseudociencias como el creacionismo, el diseño inteligente, la homeopatía y el negacionismo del Holocausto. También refuta fuertemente la vasta mayoría de teorías de conspiración y la pseudohistoria.
Su postura hacia el conservadurismo de todo tipo y el fundamentalismo religioso es sumamente crítica, a menudo ridiculizando a políticos, predicadores, blogueros y líderes de opinión conservadores y religiosos, así como a buena parte de los integrantes del movimiento alt-right, identitario y neoconservador, posicionándose generalmente a favor del antifascismo, antirracismo, el feminismo y el multiculturalismo. Aunque promueve el pensamiento racional y el secularismo en la sociedad, sus artículos no son particularmente hostiles hacia la religión per se, y algunos analistas han notado, por ejemplo, su oposición a la islamofobia o la descripción relativamente amable que hace del budismo. 
Políticamente generalmente se ubican a la izquierda del espectro, aunque sus posturas antiautoritarias por lo general les hace ser igualmente críticos de la extrema izquierda como lo son de la derecha y la extrema derecha, por lo que sus usuarios suelen posicionarse en algún punto de centroizquierda principalmente dentro del pensamiento socio-liberal, libertario y socialista democrático.

## Recepción
Andrea Ballatore de la Universidad de California describió a RationalWiki como un sitio web desenmascarador, descubriendo que es el sitio web de desenmascaramiento más visible de las teorías de conspiración en términos de resultados de búsqueda de  Google y  Bing, ligeramente más visible que rense.com y menos visible que YouTube o Wikipedia. En Critical Thinking: Pseudoscience and the Paranormal Johnathan Smith enumera a RationalWiki en un ejercicio sobre cómo encontrar e identificar falacias. Alexander Shvets declaró que RationalWiki es uno de los pocos recursos en línea que "proporciona información sobre teorías pseudocientíficas" y señala que intenta "organizar y categorizar el conocimiento sobre teorías pseudocientíficas, personalidades y organizaciones". Del mismo modo, Keeler et al. declararon que los sitios como RationalWiki pueden ayudar a "resolver las complejidades" que surgen cuando "cosas lejanas, desconocidas y complejas se comunican a grandes masas de personas". Benjamin Brojakowski de Bowling Green State University describió a RationalWiki como "un sitio web al estilo de Wikipedia destinado a educar [a la gente sobre] individuos con opiniones poco ortodoxas".
RationalWiki ha sido citada varias veces como fuente por algunas publicaciones como Snopes, Daily Telegraph y The Guardian, así como por algunos artículos académicos, o bien diversas publicaciones han respondido a RationalWiki; American Thinker criticó a RationalWiki por designarle como “publicación extremista”, mientras el Instituto Catón refutó las críticas de RationalWiki sobre el patrón oro, y la revista The Federalist criticó a RationalWiki por llamar "teoría de conspiración" al marxismo cultural.